# Knobbelpalpje
Het knobbelpalpje (Gonatium rubellum) is een spinnensoort in de taxonomische indeling van de hangmatspinnen (Linyphiidae).
Het dier komt uit het geslacht Gonatium. Gonatium rubellum werd in 1841 beschreven door John Blackwall.